# 김성환 (음악가)
김성환(1980년 ~ )은 대한민국 서울특별시 출신의 대한민국 음악가이다. 예명인 SUNN-ROW로도 싱어송라이터으로 알려져 있는 크리쳐스에서도 활동했었다. 1999년 프로펠러21에서 활동을 시작하고 instore앨범으로 공식적인 데뷔를 마쳤었다. 또한 유니온웨이크류에서 활동을 하고있다.

## 같이 보기
- 스트라이커스
- 크리쳐스
- 신(SIENE)